# Peinture (Miró, 1927)
Pour les articles homonymes, voir Peinture.
Peinture, anciennement Le Toréador, est une peinture réalisée par Joan Miró en 1927. Cette huile sur toile qui fait partie des collections du musée national d'Art moderne, à Paris, est conservée en dépôt au Lille Métropole Musée d'art moderne, d'art contemporain et d'art brut, à Villeneuve-d'Ascq.
Le tableau est à la limite de l'abstraction. Il semble être l'aboutissement de la série de Paysan(s) catalan(s) réalisée à partir de 1925 et le glissement de l'artiste vers une autre figure hautement espagnole, celle du toréador, rare chez lui.

## Expositions
- Joan Miró: Schnecke Frau Blume Stern, Museum Kunstpalast, Düsseldorf, 2002 — n°21.
- Miró : La couleur de mes rêves, Grand Palais, Paris, 2018-2019 — n°34.